# Natuurgebied
Een natuurgebied is een gebied met opvallende eigenschappen als het gaat om flora, vegetatie, fauna, geologische, geomorfologische of landschappelijke gesteldheid, zoals dit tot uiting komt in een grote uitgestrektheid, verscheidenheid aan landvormen en biodiversiteit. Natuurgebieden worden gekenmerkt door soorten en levensgemeenschappen waarvoor in agrarische, stedelijke en industriële cultuurlandschappen nog maar weinig plaats is overgebleven.

## Definities
Grosso modo zijn er de volgende (werk)definities in omloop:
- een gebied dat niet of weinig door mensen gebruikt wordt. Vroeger werd in Nederland de term "woeste grond" wel gebruikt. Dat wil dus zeggen: een (al dan niet beschermd) onontgonnen, nooit of extensief landbouwkundig gebruikt gebied. Veelal betreft dat heidevelden, maar ook wel kwelders, plassen of duinen.
- een gebied dat vanwege bepaalde kwaliteiten op het gebied van flora, fauna, geologische gesteldheid of esthetische argumenten gewaardeerd wordt (vaak natuurwaarde genoemd).
- een gebied dat wordt beheerd vanwege haar natuurwaarde of -kwaliteiten en in eigendom of beheer wordt genomen met het oogmerk deze kwaliteit te handhaven of vergroten. Eigenaar kan bijvoorbeeld een natuurbeschermingsorganisatie als Natuurmonumenten zijn.
- een gebied dat als "natuurgebied" aangewezen is en een bepaalde mate van wettelijke bescherming krijgt, meestal vanwege haar kwaliteiten of potentie. Het is in Nederland gebruikelijk om in een gemeentelijk bestemmingsplan voor het "buitengebied" een categorie "natuurgebied" op te nemen. Onder de door gemeenten bepaalde categorie natuurgebied kunnen zich zowel goed beschermde gebieden volgens de Natuurbeschermingswet bevinden als nauwelijks beschermde bospercelen. Ook gebieden die dankzij menselijk ingrijpen ontstaan zijn kunnen als natuurgebied aangemerkt worden, zoals productiebossen, landschappelijk belangrijke cultuurlandschappen, recreatiegebieden of door ontgronding ontstane plassen. Ook via de Natuurbeschermingswet worden in Nederland gebieden aangewezen voor bescherming.

## Onderverdeling
Om de bescherming van natuurgebieden nauwkeuriger aan te duiden zijn of waren verschillende andere termen in gebruik.
natuurreservaatis een vroeger veel gebruikte term voor een bepaald gebied waaraan het Rijk (eigenlijk: een betreffend ministerie zoals in Nederland destijds CRM) een specifieke natuurfunctie toekende met een daarop geënt beheer. Voor behoud van het gebied bleek dat echter niet altijd voldoende. Het natuurreservaat De Beer is bijvoorbeeld zonder meer opgedoekt om plaats te maken voor de havens van Europoort.
natuurmonumentis een term die opgenomen is in de Nederlandse Natuurbeschermingswet. Gebieden kunnen worden aangewezen als beschermd natuurmonument en krijgen zo wettelijke bescherming. Sinds de invoering van de Europese Habitatrichtlijn en de Vogelrichtlijn wordt wettelijke bescherming van natuurmonumenten in Nederland op deze Europese richtlijnen afgestemd.
natuurschoonis de traditionele term om de kwaliteit van natuur en landschap van een bepaald gebied aan te geven. Oorspronkelijk ging het daarbij vaak om klassieke landgoederen. Deze bestaan vaak uit een afwisseling van bos, heide en landbouwgrond. Nederland kent de Natuurschoonwet 1928, die onder voorwaarden belastingfaciliteiten biedt voor landgoedeigenaren als deze het natuurschoon in stand houden en (gedeeltelijk) openstellen voor bezoekers.
Nationaal parkis in gebruik voor bepaalde, doorgaans omvangrijke gebieden, die behalve voor natuurbescherming ook voor recreatie van groot belang zijn. In Nederland wordt natuur in het betreffende gebied ten opzichte van andere beschermde natuurgebieden niet extra goed beschermd.
Nationaal landschap, landschapsreservaat en landschapsparkzijn termen die in het beleid wel worden of werden gebruikt om bepaalde relatief grote gebieden een vorm van bescherming te geven vanwege hun cultuurhistorische, esthetische of ecologische kwaliteit. Menselijk gebruik is er toegestaan en meestal voor de instandhouding gewenst.
Natuurparkwordt in België, de Nederlandse Antillen en bijvoorbeeld ook in Duitsland gebruikt als aanduiding van een wettelijke beschermd gebied van enige omvang. Soms fungeert het als synoniem voor nationaal park, soms gaat het meer om wat wel landschapspark wordt genoemd.
bepaalde planologische zone die in de ruimtelijke ordening als een gebied met de hoofdfunctie natuur is aangewezen.